# Salvinia nuriana
Salvinia nuriana är en simbräkenväxtart som beskrevs av De la Sota. Salvinia nuriana ingår i släktet Salvinia och familjen Salviniaceae. Inga underarter finns listade.